# Witte kassa
Een witte kassa, ook bekend als een geregistreerd kassasysteem (GKS), is een systeem dat gebruikt wordt in de Belgische horecasector.
Deze kassa is verplicht voor elke Belgische zaak waarvan € 25.000 of meer van de jaaromzet uit maaltijden (exclusief drank en btw) komt. Dit zijn typisch uitbaters van eetgelegenheden waar maaltijden worden verbruikt en traiteurs die regelmatig cateringdiensten verrichten. 
De witte kassa houdt alle bewerkingen bij die in de kassa worden ingevoerd, en als de jaaromzet voor restaurant- en cateringdiensten, exclusief btw, hoger is dan € 25.000, moet men een btw-kasticket uitreiken via dit systeem. Het GKS staat daarom geregistreerd bij de FOD Financiën.
Leveranciers van het Geregistreerde Kassasysteem moeten door de Belgische overheid gecertificeerd zijn, het FOD houdt een lijst bij. Dit zorgt ervoor dat de systemen aan bepaalde standaarden voldoen en betrouwbaar zijn.